# Francisco Arriví
Francisco Arriví (Santurce, Puerto Rico, 24 de junio de 1915-San Juan, Puerto Rico, 8 de febrero de 2007) fue un escritor, poeta y dramaturgo.

## Biografía
Arriví nació en Santurce, un barrio de San Juan (Puerto Rico). Su padre era español, mientras que su madre era puertorriqueña. Cuando era niño, su abuela solía llevarlo al teatro todas las semanas. Cuando tenía 10 años, construyó un pequeño escenario en el patio de su casa en Calle Wilson, en donde, junto a varios amigos, hacia representaciones de cuentos infantiles.
Recibió su educación primaria en la Escuela Padre Rufo y en la Escuela Rosendo Matienzo Cintrón y su educación secundaria en la Escuela Superior Central. Luego de graduarse, solicitó para entrar a la Universidad de Puerto Rico, Recinto de Río Piedras, en donde continuó su educación. Allí escribió una de sus primeras composiciones, "Himno al Alma Máter", la cual se convirtió en el himno oficial de la Universidad. Arriví se graduó en 1938, con un título en literatura en español. En 1982 es nombrado Humanista del Año por la Fundación Puertorriqueña de las Humanidades www.fphpr.org

## Carrera teatral
Se unió a la Sociedad Dramática de Teatro Popular, bajo la dirección de Leopoldo Santiago Lavandero. Asimismo trabajaba como profesor en la Escuela Superior de Ponce, en donde fundó un club de drama llamado "Tinglado Puertorriqueño." En 1940, escribió su primera obra teatral, titulada El diablo se humaniza.
Colaboró activamente con el programa educacional "Escuela del Aire", el cual transmitía programas radiales educativos a través de la emisora gubernamental W.I.P.R. Su programa, "De la jungla al rascacielos," presentaba obras radiales. Entre las obras que transmitió estaban Alma de Leyenda, Hacienda Villareal, Héroes de Guerra y Páginas de nuestra historia. Arriví obtuvo una beca de la Fundación Rockefeller y en 1949 una maestría en radio y teatro en la Universidad de Columbia.
En 1951  escribió el primer programa televisivo transmitido en Puerto Rico: Ayer y hoy. Durante los dos años que trabajó en la televisión, escribió el guion de El Niño Dios y Luis Muñoz Rivera.
En 1955 presenta su obra Bolero y plena en el Teatro Universitario y en 1958 presentó Vejigantes en el Primer Festival de Teatro Puertorriqueño. Estas obras fueron seguidas por Sirena y Medusa en la Bahía. Muchas de las obras fueron presentadas en el extranjero. Por ejemplo, el estadounidense Frank Dauster realizó una adaptación de Vejigantes en 1959. 
Fue nombrado director del programa de teatro del Instituto de Cultura Puertorriqueña en 1959. En 1961, organizó y dirigió el Primer Seminario de Dramaturgia. 

## Poesía
En 1958 publicó su primer poemario, titulado Isla y Nada, el cual ganó el premio del Círculo Cultural Yaucano. En 1960, publicó Frontera, con el cual recibió por segunda ocasión el premio del Círculo Cultural Yaucano, además de ganar el Premio del Instituto de Literatura Puertorriqueña.
Además de su trabajo en teatro y poesía, escribió varios ensayos, la mayoría de los cuales hablan sobre teatro. Uno de sus ensayos más conocidos es Entrada por las raíces, Conciencia puertorriqueña del teatro contemporáneo y Areyto Mayor.

### Muerte
Murió de un ataque cardiaco en el Hospital Comunitario Presbiteriano Ashford en San Juan y fue enterrado en el cementerio Los Ángeles Memorial en Guaynabo.